# Sjabbatpaal

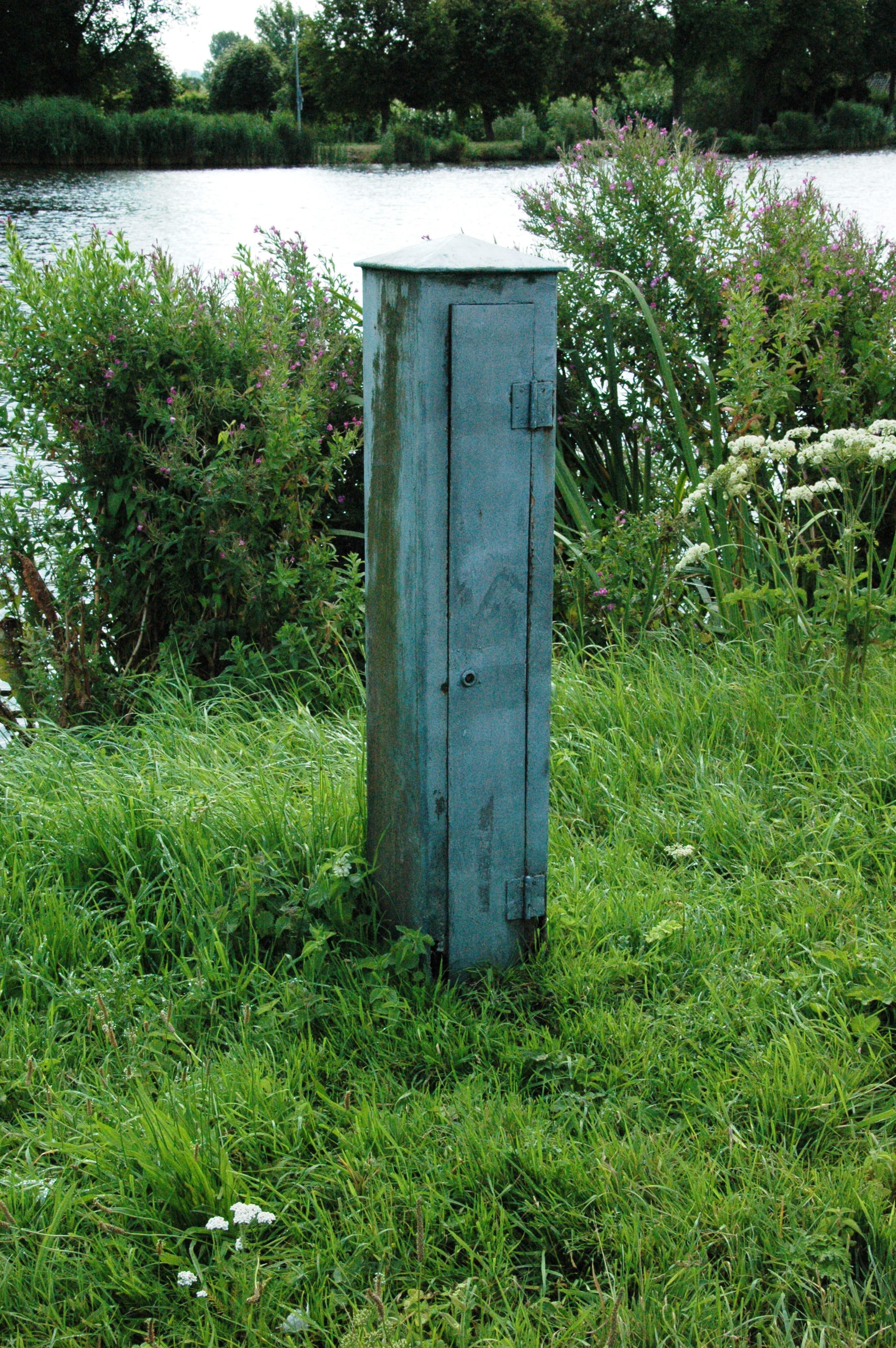
Sjabbatpaal aan de Amstel te Amsterdam

Een sjabbatpaal of sjabbespaal is een onderdeel van een joodse symbolische afsluiting van een stad, eroev genaamd. Op grond van een Talmoedische uitspraak die gebaseerd is op een tekst uit Jeremia is het voor joden niet toegestaan om in een niet-afgesloten gebied op sjabbat goederen te dragen. 
Voor steden fungeerden grachten en stadsmuren vaak als afsluiting. Door uitbreidingen van de steden waren deze afsluitingen niet meer voldoende. Men legde daarom aan het begin van de 20e eeuw een symbolische grens rondom de stad door middel van kettingen. Deze kettingen werden dan vervolgens bij bruggen en andere toegangswegen naar de stad aan sjabbatpaaltjes bevestigd. Op deze manier werd een eroev gevormd.
In Nederland zijn de meeste sjabbatpalen in de Tweede Wereldoorlog door de Duitsers gesloopt. In de stad Amsterdam bevindt zich een paal nabij de Kalfjeslaan en een ketting aan een pijler van de Utrechtsebrug. In Leeuwarden werd een sjabbatpaal in 2009 op de gemeentelijke monumentenlijst geplaatst en in 2016 gerestaureerd.